# Liste der Einträge im National Register of Historic Places im Marion County (West Virginia)
Diese Liste der Einträge im National Register of Historic Places im Marion County (West Virginia) enthält alle im Marion County, West Virginia in das National Register of Historic Places eingetragenen Gebäude, Bauwerke, Objekte, Stätten oder historischen Distrikte.
Diese Liste entspricht dem Bearbeitungsstand des National Park Service/National Register of Historic Places vom 23. August 2024.

## Legende
| NRHP | Historic Place             |
| HD   | National Historic District |

## Aktuelle Einträge
| [ 2 ] | Name                                           | Bild                                | Eintragsdatum                  | Lage | Ort          | Beschreibung |
| ----- | ---------------------------------------------- | ----------------------------------- | ------------------------------ | --- | ------------ | ------------ |
| 1     | Amos Farmstead Historic District               |                                     | 28. März 2024 ID-Nr. 100010183 | 309 Gilboa Road 39° 32′ 47″ N, 80° 11′ 58,9″ W                                                                                    | Fairmount    |              |
| 2     | Barrackville Covered Bridge                    | weitere Bilder                      | 30. März 1973 ID-Nr. 73001921  | County Route 21 über den Buffalo Creek 39° 30′ 21″ N, 80° 10′ 5″ W                                                                | Barrackville |              |
| 3     | Colonial Apartments                            | Colonial Apartments                 | 26. Juli 2006 ID-Nr. 06000653  | 2 E. Garden Ln. 39° 29′ 0″ N, 80° 9′ 54″ W                                                                                        | Fairmont     |              |
| 4     | Dunbar School                                  | weitere Bilder                      | 28. Apr. 2015 ID-Nr. 15000188  | 103 High St. 39° 29′ 11,8″ N, 80° 8′ 47,8″ W                                                                                      | Fairmont     |              |
| 5     | Fairmont Downtown Historic District            | Fairmont Downtown Historic District | 15. Aug. 1995 ID-Nr. 95001008  | zwischen der Jackson, Adams, Washington und Quincy Sts., entlang der Cleveland und Fairmont Aves. 39° 28′ 57″ N, 80° 8′ 39″ W     | Fairmont     |              |
| 6     | Fairmont Normal School Administration Building | weitere Bilder                      | 28. März 1994 ID-Nr. 94000216  | Straßenkreuzung der Locust Ave. und Bryant St. 39° 28′ 59″ N, 80° 9′ 37″ W                                                        | Fairmont     |              |
| 7     | Fairmont Senior High School                    | weitere Bilder                      | 22. März 2002 ID-Nr. 02000254  | 1 Loop Park 39° 28′ 43″ N, 80° 9′ 26″ W                                                                                           | Fairmont     |              |
| 8     | Thomas W. Fleming House                        | Thomas W. Fleming House             | 29. Aug. 1979 ID-Nr. 79002587  | 300 1st St. 39° 28′ 53,4″ N, 80° 8′ 41,3″ W                                                                                       | Fairmont     |              |
| 9     | Fleming-Watson Historic District               | weitere Bilder                      | 29. Nov. 2001 ID-Nr. 01001330  | zwischen der Fairmont Ave., Second, Fay Sts., Apple Ct, Green, Emerson Sts., Coleman Ave., Seventh St. 39° 28′ 48″ N, 80° 9′ 0″ W | Fairmont     |              |
| 10    | Hamilton Round Barn                            | Hamilton Round Barn                 | 9. Juli 1985 ID-Nr. 85001548   | County Route 11 39° 30′ 59″ N, 80° 20′ 15,7″ W                                                                                    | Mannington   |              |
| 11    | High Gate                                      | weitere Bilder                      | 15. Apr. 1982 ID-Nr. 82004326  | 801 Fairmont Ave. 39° 28′ 29″ N, 80° 9′ 10″ W                                                                                     | Fairmont     |              |
| 12    | High Level Bridge                              | High Level Bridge                   | 4. Dez. 1991 ID-Nr. 91001734   | Jefferson St. entlang des Monongahela River 39° 28′ 57″ N, 80° 8′ 27″ W                                                           | Fairmont     |              |
| 13    | Jacobs-Hutchinson Block                        | Jacobs-Hutchinson Block             | 21. Juli 1995 ID-Nr. 95000874  | 201-209 Adams St. 39° 29′ 4,6″ N, 80° 8′ 37,7″ W                                                                                  | Fairmont     |              |
| 14    | Mannington Historic District                   | weitere Bilder                      | 22. Nov. 1995 ID-Nr. 95001313  | zwischen der High, Clarksburg und Howard Sts. und dem Buffalo Creek 39° 31′ 44″ N, 80° 20′ 39″ W                                  | Mannington   |              |
| 15    | Marion County Courthouse and Sheriff's House   | weitere Bilder                      | 29. Mai 1979 ID-Nr. 79003149   | Adams und Jefferson Sts. 39° 29′ 6″ N, 80° 8′ 37″ W                                                                               | Fairmont     |              |
| 16    | Masonic Temple                                 | weitere Bilder                      | 9. Apr. 1993 ID-Nr. 93000218   | 320 Jefferson St. 39° 29′ 8″ N, 80° 8′ 34″ W                                                                                      | Fairmont     |              |
| 17    | Thomas C. Miller Public School                 | weitere Bilder                      | 8. Mai 2013 ID-Nr. 13000263    | 2 Pennsylvania Ave. 39° 29′ 20″ N, 80° 8′ 29,9″ W                                                                                 | Fairmont     |              |
| 18    | George Pinkney Morgan House                    | George Pinkney Morgan House         | 1. Mai 2003 ID-Nr. 03000348    | County Route 19/3 39° 32′ 1″ N, 80° 5′ 42″ W                                                                                      | Rivesville   |              |
| 19    | Mount Zion Baptist Church                      |                                     | 13. Juli 2023 ID-Nr. 100009141 | 501 Cleveland Ave. 39° 29′ 10,7″ N, 80° 8′ 49,2″ W                                                                                | Fairmont     |              |
| 20    | Pricketts Fort                                 | Pricketts Fort                      | 13. Feb. 1974 ID-Nr. 74002404  | im Pricketts Fort State Park 39° 30′ 55″ N, 80° 5′ 53″ W                                                                          | Fairmont     |              |
| 21    | Jacob Prickett, Jr. Log House                  | Jacob Prickett, Jr. Log House       | 20. Apr. 1979 ID-Nr. 79002588  | südlich von Montana in der Nähe der County Route 72 39° 31′ 6,7″ N, 80° 6′ 1,1″ W                                                 | Montana      |              |
| 22    | Shaw House                                     | Shaw House                          | 14. Sep. 1988 ID-Nr. 88001461  | 425 Morgantown Ave. 39° 28′ 50″ N, 80° 7′ 56,1″ W                                                                                 | Fairmont     |              |
| 23    | Wilson School                                  | Wilson School                       | 29. Nov. 2001 ID-Nr. 01001331  | 917 E. Main St. 39° 31′ 32″ N, 80° 20′ 5″ W                                                                                       | Mannington   |              |
| 24    | Woodlawn Cemetery                              | Woodlawn Cemetery                   | 14. Apr. 2004 ID-Nr. 04000305  | 335 Maple Ave. 39° 29′ 37″ N, 80° 8′ 14″ W                                                                                        | Fairmont     |              |